# Musée en Herbe

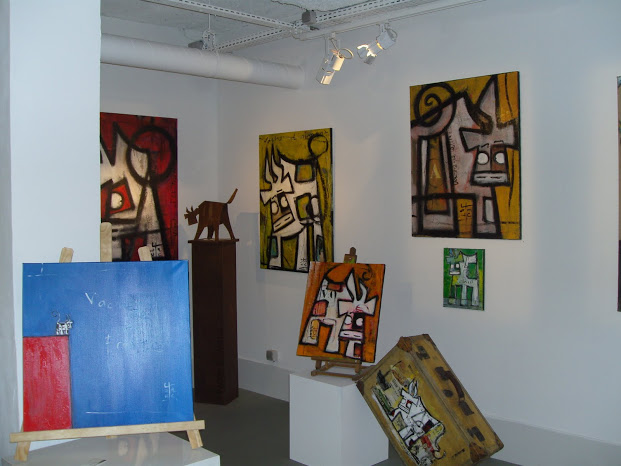
Ausstellung im Musée en Herbe

Das Musée en Herbe ist ein Kunstmuseum für Kinder in der rue de L’Arbre-Sec in Paris. Es befand sich ursprünglich im Jardin d’Acclimatation beim Bois de Boulogne.
Das Museum wurde 1975 von Sylvie Girardet und Claire Merleau-Ponty gegründet. Es präsentiert Ausstellungen und bietet Workshops für Kinder an, die sich unter anderem mit Künstlern wie  Marc Chagall, Pablo Picasso und Niki de Saint Phalle beschäftigen.
Es ist täglich geöffnet. Der Eintritt ist kostenpflichtig.